# Actephila daii
Actephila daii är en emblikaväxtart som beskrevs av Yhin. Actephila daii ingår i släktet Actephila och familjen emblikaväxter.
Artens utbredningsområde är Vietnam. Inga underarter finns listade i Catalogue of Life.